# Rosalba arawakiana
Rosalba arawakiana är en skalbaggsart som beskrevs av Jean François Villiers 1980. Rosalba arawakiana ingår i släktet Rosalba och familjen långhorningar.
Artens utbredningsområde är Guadeloupe. Inga underarter finns listade i Catalogue of Life.